# Plot point
En la televisión y en el cine, se llama plot point a un hecho significativo dentro de una trama, un incidente, episodio o acontecimiento que se “engancha” a la acción y la hace tomar otra dirección, entendiendo por “dirección” una “línea de desarrollo”. También puede ser un objeto de importancia significativa, en torno al cual la trama gira. Puede ser cualquier cosa, desde un evento a un elemento para el descubrimiento de un personaje o motivo.
Se suele introducir en la exposición de la película.
En español se suele traducir como detonante.